# Cardillac
Cardillac, op. 39, és una òpera en tres actes de Paul Hindemith, amb llibret de Ferdinand Lion, basat en La senyoreta de Scuderi d'E.T.A. Hoffmann. S'estrenà a l'Staatsoper de Dresden el 9 de novembre de 1926.
Cardillac és la primera de la trilogia de Hindemith sobre la relació entre l'artista i la societat. Les altres són Mathis der Maler (1935) i Die Harmonie der Welt (1957).

## Origen i context
L'estiu de 1925, Ferdinand Lion va suggerir a Hindemith d'utilitzar un llibret basat en la novel·la La senyoreta de Scuderi d'E.T.A. Hoffmann. Hindemith va acceptar i també va col·laborar en la seva confecció amb nombroses sol·licituds de modificacions, sobretot per al segon i tercer acte.
Hindemith va començar la composició de Cardillac el 12 d'octubre de 1925; l'acte I el va completar el 30 de novembre de 1925 a Frankfurt; l'acte II el va finalitzar el febrer de 1926 a Leipzig; l'acte III va quedar enllestit el 20 de maig de 1926.

## Representacions

Fritz Busch va dirigir l'estrena

La primera actuació va ser a la Staatsoper, Dresden, el 9 de novembre de 1926. Es va representar ràpidament a tot Alemanya. L'estrena italiana de l'òpera va tenir lloc l'any 1948 a la Biennal de Venècia dins de l'XI Festival de Música Contemporània de Venècia.
Encara que la Gran Bretanya va haver d'esperar fins al 1970 per a una actuació escènica, el 18 de desembre de 1936 es va presentar un concert al Queen's Hall de Londres, amb l'⁣Orquestra Simfònica de la BBC dirigida per Clarence Raybould i protagonitzada per Miriam Licette com a filla de Cardillac.
Però Hindemith va haver de revisar tant la música com el text, ja que, segons Ian Kemp, l'idioma musical «semblava ordinari i indisciplinat» Aquesta segona versió es va representar per primera vegada al Zurich Stadttheater el 20 de juny de 1952. Hans-Ludwig Schilling ha publicat una comparació de les dues versions. A partir de 1953, Hindemith només va permetre que s'interpretés la segona versió revisada. No obstant això, després de la mort del compositor, el 1963, la versió original va tornar a ser representada.
L'estrena americana va tenir lloc a l'⁣Òpera de Santa Fe l'any 1967 amb una posada en escena del director Bodo Igesz. La New Opera Company va presentar les primeres actuacions al Regne Unit el març de 1970 a Sadler's Wells.

## Argument
L'escenari és el París del segle XVII.

### Acte I
Escena 1
La multitud està embogida per una sèrie d'assassinats misteriosos recents. La policia calma la multitud i promet que l'autor serà castigat severament. L'orfebre Cardillac entra en escena i l'ambient s'apaga. La Dama pregunta al Cavalier sobre l'orfebre Cardillac, i el Cavaller li argumenta que totes les víctimes havien comprat un objecte de Cardillac, orfebre d'una habilitat inigualable. La Dama promet al Cavaller ser seva si li ofereix la creació més bella de Cardillac. 
Escena 2
La Dama i el Cavalier gaudeixen de la seva cita i el Cavalier lliura un dels cinturons de Cardillac. Una figura emmascarada entra al dormitori i apunyala mortalment el Cavalier. La Dama es desmaia i la figura misteriosa se'n va amb el cinturó.

### Acte II

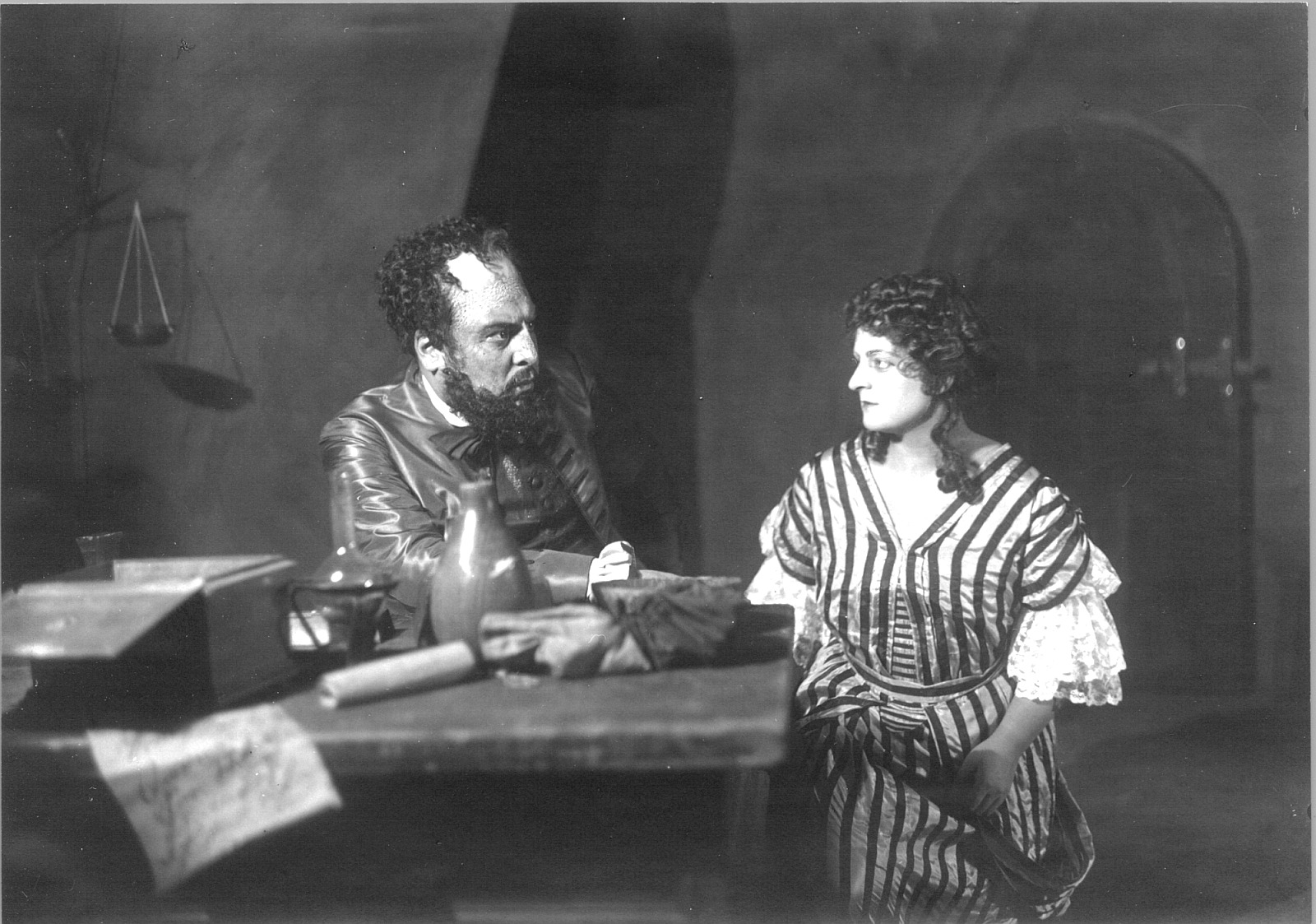
Acte 2. Robert Burg com a Cardillac i Claire Born com la seva filla

El mercader d'or esmenta a Cardillac l'últim assassinat que va implicar el robatori d'una obra recent de Cardillac. El mercader d'or té les seves sospites sobre la identitat de l'assassí. Cardillac ordena a la seva filla que vetlli per la seva feina. Ho fa i espera el seu amant, l'Oficial. Cardillac torna, i queda clar que valora més els articles que ha elaborat que la seva filla. Aleshores coneix el rei (paper mut) i s'ofereix a crear la seva obra d'art més gran per a ell. L'oficial entra per demanar a Cardillac la mà de la seva filla en matrimoni, i Cardillac consent. Tot i que l'oficial s'adona de com Cardillac valora les seves creacions més que la seva pròpia filla, ofereix diners per a una de les cadenes de l'orfebre. Després que l'oficial se'n va, Cardillac indica que ell mateix és l'assassí.

### Acte III

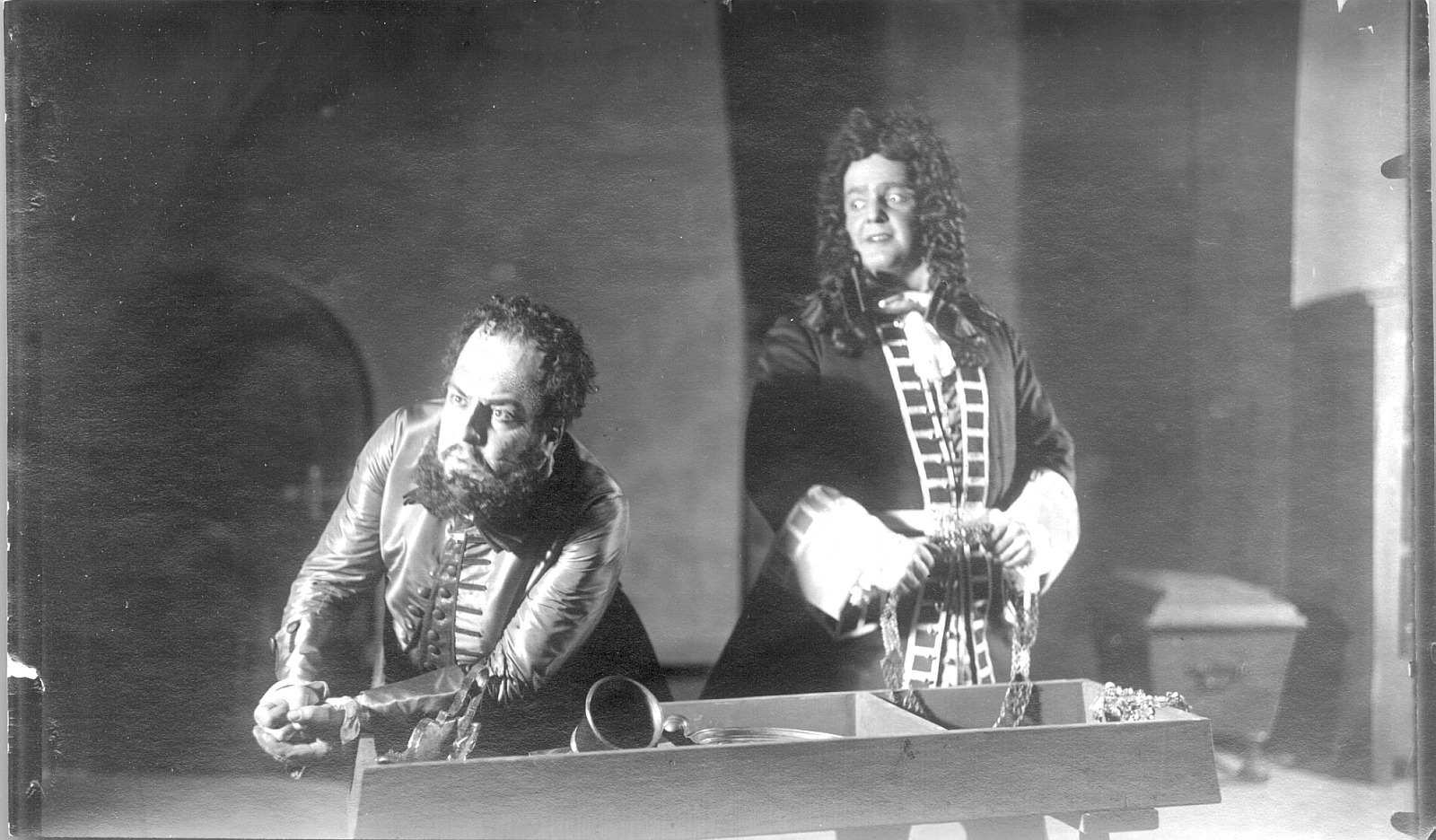
Acte 3. Robert Burg com a Cardillac i Max Hirzel com a oficial

En una taverna, l'Oficial porta la cadena i es presenta com un objectiu de l'assassí. Cardillac entra i fereix l'Oficial, però l'Oficial rebutja l'atac i s'aferra a la cadena. Aconsella a Cardillac que fugi. Llavors, el mercader d'or amenaça una multitud i acusa Cardillac dels assassinats. Entra Cardillac, seguit de la seva filla. L'oficial defensa Cardillac, refuta l'acusació del comerciant d'or i acusa el mercader d'or de ser còmplice de l'assassí. En el conjunt següent, la filla de Cardillac s'adona que el seu pare és l'assassí. La multitud canta els elogis de Cardillac, però mentre continuen, les seves paraules els fan preguntar sobre la identitat de l'assassí. Finalment, Cardillac revela a la multitud que ell és l'assassí. Li demanen que es penedeixi dels seus crims, però no fa cap gest. Aleshores, la multitud linxa Cardillac. Amb el seu darrer gest abans de morir, s'acosta a la cadena al coll de l'Oficial, no a la seva filla. L'Oficial i la filla de Cardillac juren devoció mútua.

## Enregistraments
- Joseph Keilberth, director; Dietrich Fischer-Dieskau, Leonore Kirschstein, Donald Grobe, Karl Christian Kohn, Eberhard Katz, Elisabeth Söderström, Willi Nett; Cor de la Ràdio de Colònia; Orquestra Simfònica de la Ràdio de Colònia; (Deutsche Grammophon). Aquest enregistrament és de la versió original de 1926.
- Gerd Albrecht, director; Siegmund Nimsgern, Verena Schweizer, Robert Schunk, Harald Stamm, Josef Protschka, Gabriele Schnaut, Andreas Schmidt; RIAS Chamber Choir; Orquestra Simfònica de la Ràdio de Berlin; (Wergo, (1988)). Aquest enregistrament és de la versió original de 1926.
- Kent Nagano, director; Alan Held, Angela Denoke, Christopher Ventris, Hannah Esther Minutillo, Charles Workman; orquestra i cor de l'Opera National de Paris; Bel Air Classiques, (2007). Aquest enregistrament és de la versió original de 1926.
- Wolfgang Sawallisch, director; Donald McIntyre, Robert Schunk, Maria de Francesca-Cavazza, Hans Günther Nöcker; Dor de l'Òpera de l'Estat de Baviera, Bavarian State Orchestra; director d'escena Jean-Pierre Ponnelle; DVD (2008). Aquest enregistrament és de la versió original de 1926.[12]